# 14e étape du Tour de France 1975
À l'occasion de cette 14e étape du Tour de France 1975 longue de 173,5 km disputée le vendredi 11 juillet 1975 entre Aurillac et le Puy de Dôme, le grand champion cycliste belge Eddy Merckx qui porte le maillot jaune de "leader" du Tour de France mais subit l'agression d'un spectateur, perd un peu de terrain face au coureur bourguignon Bernard Thévenet qui a démarré 5 km avant l'arrivée en compagnie du  belge Lucien Van Impe, vainqueur de cette étape et deux autres dans le même tour.

## Déroulement de la course
Sous la pluie fine, le peloton gravit groupé le Puy-Mary (pas de Peyrol) où le belge Lucien Van Impe conforte son maillot à pois de meilleur grimpeur. Puis Antonio Menendez (Kas) s’échappe et engrange jusqu'à 1 minute 8 d’avance à Royat (km 162) peu avant la grosse difficulté de la journée : le Puy-de-Dôme où il est repris à 6 km de l’arrivée.
A 5 km, Bernard Thévenet, 2e du général à 1 minute 32 de Merckx démarre, suivi par Lucien Van Impe (Gitane), le maillot jaune et Joop Zoetemelk suivant à 20 secondes. Van Impe remporte ensuite sa 3e étape sur le Tour et Thévenet (2e) prend finalement 34 secondes à Merckx au classement général.

## Classement de l'étape
| \| Classement de l'étape \| Classement de l'étape \| Classement de l'étape \| Classement de l'étape \| Classement de l'étape \| \| Coureur \| Coureur \| Pays \| Équipe \| Temps \| \| --------------------- \| --------------------- \| --------------------- \| ------------------------------ \| --------------------- \| \| 1er \| Lucien Van Impe \| Belgique \| Gitane-Campagnolo \| 5 h 26 min 51 s \| \| 2e \| Bernard Thévenet \| France \| Peugeot-BP-Michelin \| + 15 s \| \| 3e \| Eddy Merckx \| Belgique \| Molteni-RYC \| + 49 s \| \| 4e \| Joop Zoetemelk \| Pays-Bas \| Gan-Mercier-Hutchinson \| + 49 s \| \| 5e \| André Doyen \| Belgique \| Miko-de Gribaldy \| + 1 min 08 s \| \| 6e \| Michel Pollentier \| Belgique \| Carpenter-Confortluxe-Flandria \| + 1 min 10 s \| \| 7e \| Pedro Torres \| Espagne \| Super Ser \| + 1 min 18 s \| \| 8e \| Francisco Galdós \| Espagne \| Kas-Kaskol \| + 1 min 19 s \| \| 9e \| Mariano Martinez \| France \| Gitane-Campagnolo \| + 1 min 20 s \| \| 10e \| Francesco Moser \| Italie \| Filotex \| + 1 min 30 s \| |                   |          |                                |                 |
| |                   |          |                                |                 |
| |                   |          |                                |                 |
| Classement de l'étape |                   |          |                                |                 |
| Coureur | Coureur           | Pays     | Équipe                         | Temps           |
| 1er | Lucien Van Impe   | Belgique | Gitane-Campagnolo              | 5 h 26 min 51 s |
| 2e | Bernard Thévenet  | France   | Peugeot-BP-Michelin            | + 15 s          |
| 3e | Eddy Merckx       | Belgique | Molteni-RYC                    | + 49 s          |
| 4e | Joop Zoetemelk    | Pays-Bas | Gan-Mercier-Hutchinson         | + 49 s          |
| 5e | André Doyen       | Belgique | Miko-de Gribaldy               | + 1 min 08 s    |
| 6e | Michel Pollentier | Belgique | Carpenter-Confortluxe-Flandria | + 1 min 10 s    |
| 7e | Pedro Torres      | Espagne  | Super Ser                      | + 1 min 18 s    |
| 8e | Francisco Galdós  | Espagne  | Kas-Kaskol                     | + 1 min 19 s    |
| 9e | Mariano Martinez  | France   | Gitane-Campagnolo              | + 1 min 20 s    |
| 10e | Francesco Moser   | Italie   | Filotex                        | + 1 min 30 s    |

## Classements à l'issue de l'étape

### Classement général
| \| Classement général \| Classement général \| Classement général \| Classement général \| Classement général \| \| Coureur \| Coureur \| Pays \| Équipe \| Temps \| \| ------------------ \| ------------------------ \| ------------------ \| ---------------------- \| ------------------ \| \| 1er \| Eddy Merckx \| Belgique \| Molteni-RYC \| 70 h 03 min 02 s \| \| 2e \| Bernard Thévenet \| France \| Peugeot-BP-Michelin \| + 58 s \| \| 3e \| Joop Zoetemelk \| Pays-Bas \| Gan-Mercier-Hutchinson \| + 3 min 54 s \| \| 4e \| Lucien Van Impe \| Belgique \| Gitane-Campagnolo \| + 4 min 30 s \| \| 5e \| Felice Gimondi \| Italie \| Bianchi-Campagnolo \| + 8 min 54 s \| \| 6e \| Vicente López Carril \| Espagne \| Kas-Kaskol \| + 11 min 50 s \| \| 7e \| Francesco Moser \| Italie \| Filotex \| + 12 min 37 s \| \| 8e \| Raymond Poulidor \| France \| Gan-Mercier-Hutchinson \| + 12 min 49 s \| \| 9e \| Francisco Galdós \| Espagne \| Kas-Kaskol \| + 12 min 55 s \| \| 10e \| Jean-Pierre Danguillaume \| France \| Peugeot-BP-Michelin \| + 14 min 36 s \| |                          |          |                        |                  |
| |                          |          |                        |                  |
| |                          |          |                        |                  |
| Classement général |                          |          |                        |                  |
| Coureur | Coureur                  | Pays     | Équipe                 | Temps            |
| 1er | Eddy Merckx              | Belgique | Molteni-RYC            | 70 h 03 min 02 s |
| 2e | Bernard Thévenet         | France   | Peugeot-BP-Michelin    | + 58 s           |
| 3e | Joop Zoetemelk           | Pays-Bas | Gan-Mercier-Hutchinson | + 3 min 54 s     |
| 4e | Lucien Van Impe          | Belgique | Gitane-Campagnolo      | + 4 min 30 s     |
| 5e | Felice Gimondi           | Italie   | Bianchi-Campagnolo     | + 8 min 54 s     |
| 6e | Vicente López Carril     | Espagne  | Kas-Kaskol             | + 11 min 50 s    |
| 7e | Francesco Moser          | Italie   | Filotex                | + 12 min 37 s    |
| 8e | Raymond Poulidor         | France   | Gan-Mercier-Hutchinson | + 12 min 49 s    |
| 9e | Francisco Galdós         | Espagne  | Kas-Kaskol             | + 12 min 55 s    |
| 10e | Jean-Pierre Danguillaume | France   | Peugeot-BP-Michelin    | + 14 min 36 s    |

| Classement par points | Classement par points | Classement par points | Classement par points          | Classement par points |
| Coureur               | Coureur               | Pays                  | Équipe                         | Points                |
| --------------------- | --------------------- | --------------------- | ------------------------------ | --------------------- |
| 1er                   | Rik Van Linden        | Belgique              | Bianchi-Campagnolo             | 252 pts               |
| 2e                    | Eddy Merckx           | Belgique              | Molteni-RYC                    | 198 pts               |
| 3e                    | Francesco Moser       | Italie                | Filotex                        | 163 pts               |
| 4e                    | Walter Godefroot      | Belgique              | Carpenter-Confortluxe-Flandria | 127 pts               |
| 5e                    | Barry Hoban           | Royaume-Uni           | Gan-Mercier-Hutchinson         | 103 pts               |

| Classement par points | Classement par points | Classement par points | Classement par points          | Classement par points |
| Coureur               | Coureur               | Pays                  | Équipe                         | Points                |
| --------------------- | --------------------- | --------------------- | ------------------------------ | --------------------- |
| 1er                   | Rik Van Linden        | Belgique              | Bianchi-Campagnolo             | 252 pts               |
| 2e                    | Eddy Merckx           | Belgique              | Molteni-RYC                    | 198 pts               |
| 3e                    | Francesco Moser       | Italie                | Filotex                        | 163 pts               |
| 4e                    | Walter Godefroot      | Belgique              | Carpenter-Confortluxe-Flandria | 127 pts               |
| 5e                    | Barry Hoban           | Royaume-Uni           | Gan-Mercier-Hutchinson         | 103 pts               |

| Classement de la montagne | Classement de la montagne | Classement de la montagne | Classement de la montagne | Classement de la montagne |
| Coureur                   | Coureur                   | Pays                      | Équipe                    | Points                    |
| ------------------------- | ------------------------- | ------------------------- | ------------------------- | ------------------------- |
| 1er                       | Lucien Van Impe           | Belgique                  | Gitane-Campagnolo         | 155 pts                   |
| 2e                        | Eddy Merckx               | Belgique                  | Molteni-RYC               | 98 pts                    |
| 3e                        | Joop Zoetemelk            | Pays-Bas                  | Gan-Mercier-Hutchinson    | 80 pts                    |
| 4e                        | Bernard Thévenet          | France                    | Peugeot-BP-Michelin       | 71 pts                    |
| 5e                        | Pedro Torres              | Espagne                   | Super Ser                 | 47 pts                    |

| Classement de la montagne | Classement de la montagne | Classement de la montagne | Classement de la montagne | Classement de la montagne |
| Coureur                   | Coureur                   | Pays                      | Équipe                    | Points                    |
| ------------------------- | ------------------------- | ------------------------- | ------------------------- | ------------------------- |
| 1er                       | Lucien Van Impe           | Belgique                  | Gitane-Campagnolo         | 155 pts                   |
| 2e                        | Eddy Merckx               | Belgique                  | Molteni-RYC               | 98 pts                    |
| 3e                        | Joop Zoetemelk            | Pays-Bas                  | Gan-Mercier-Hutchinson    | 80 pts                    |
| 4e                        | Bernard Thévenet          | France                    | Peugeot-BP-Michelin       | 71 pts                    |
| 5e                        | Pedro Torres              | Espagne                   | Super Ser                 | 47 pts                    |

| Classement du meilleur jeune | Classement du meilleur jeune | Classement du meilleur jeune | Classement du meilleur jeune | Classement du meilleur jeune |
| Coureur                      | Coureur                      | Pays                         | Équipe                       | Temps                        |
| ---------------------------- | ---------------------------- | ---------------------------- | ---------------------------- | ---------------------------- |

| Classement du meilleur jeune | Classement du meilleur jeune | Classement du meilleur jeune | Classement du meilleur jeune | Classement du meilleur jeune |
| Coureur                      | Coureur                      | Pays                         | Équipe                       | Temps                        |
| ---------------------------- | ---------------------------- | ---------------------------- | ---------------------------- | ---------------------------- |

| Classement par équipes | Classement par équipes | Classement par équipes | Classement par équipes |
| Équipe                 | Équipe                 | Pays                   | Temps                  |
| ---------------------- | ---------------------- | ---------------------- | ---------------------- |
| 1re                    | Gan-Mercier-Hutchinson | France                 | 210 h 37 min 01 s      |
| 2e                     | Peugeot-BP-Michelin    | France                 | + 7 min 35 s           |
| 3e                     | Molteni-RYC            | Belgique               | + 12 min 50 s          |
| 4e                     | Gitane-Campagnolo      | France                 | + 13 min 02 s          |
| 5e                     | Kas-Kaskol             | Espagne                | + 15 min 39 s          |

| Classement par équipes | Classement par équipes | Classement par équipes | Classement par équipes |
| Équipe                 | Équipe                 | Pays                   | Temps                  |
| ---------------------- | ---------------------- | ---------------------- | ---------------------- |
| 1re                    | Gan-Mercier-Hutchinson | France                 | 210 h 37 min 01 s      |
| 2e                     | Peugeot-BP-Michelin    | France                 | + 7 min 35 s           |
| 3e                     | Molteni-RYC            | Belgique               | + 12 min 50 s          |
| 4e                     | Gitane-Campagnolo      | France                 | + 13 min 02 s          |
| 5e                     | Kas-Kaskol             | Espagne                | + 15 min 39 s          |

## Agression contre le maillot jaune

### Coup de poing au foie
Lors de cette 14e étape, un coup au foie venant d'un spectateur reçu par Eddy Merckx, alors appelé "le cannibale" en raison de ses multiples succès, l'a traumatisé, lors de la montée du Puy de Dôme, à environ 200 mètres de l'arrivée. Après l’arrivée, Eddy Merckx a reconnu son agresseur qu’il a fait appréhender par la police. L'affaire se termine par un procès au cours duquel l'agresseur, Nello Breton, est condamné à une peine de prison avec sursis et un franc symbolique de dommages et intérêts. Le contexte de lettres d'insultes et injures publiques contre Merckx sera évoqué plus tard dans le documentaire "Autour du Tour", consacré à ce Tour 1975.
Manuel Caillaud, journaliste au quotidien La Montagne, a reçu le prix interrégional LCL-UJSF (Union des journalistes de sport en France) pour son article « Le poing de déshonneur », publié en 2016, qui raconte cet épisode quarante ans plus tard,.

### Conséquences
En négligeant les conséquences de son agression, le champion belge a réduit ses chances le surlendemain, lorsqu'il craque à la fin en montée, dans l'étape arrivant à Pra Loup puis les jours suivants à Serre-Chevalier et dans le contre-la-montre de Morzine.
Pierre Lagrue, historien du sport et membre de l'Association des écrivains sportifs, a estimé dans sa biographie du champion belge pour l'Encyclopédia Universalis que « Ce jour marque la fin du  merckxisme », en parlant de l'étape du lendemain, la 15e étape du Tour de France 1975, perdue à Pra-Loup, même s'il remportera encore Milan-San Remo l'année suivante en 1976, puis quelques succès mineurs en 1977.